# Le Passant de Prague
Le Passant de Prague is een kort verhaal van Apollinaire, gepubliceerd in 1910 in de verhalenbundel 'L'Hérésiarque et Cie'.
In Le Passant de Prague (De voorbijganger in Praag) verwerkte Apollinaire herinneringen aan Praag en het verhaal leest dan ook half als een reisverslag. De ik-figuur ontmoet in de stad Isaac Laquedem, de legendarische Wandelende Jood die rond moet lopen totdat Jezus Christus terugkeert op aarde. Pointe van het verhaal is dat de Wandelende Jood alles lopend blijkt te doen, inclusief eten en de liefde bedrijven. Le Passant de Prague is een typisch Apollinaire-verhaal met een overvloed aan erudiete en triviale verwijzingen naar de cultuurgeschiedenis en naar curiosa. Het verhaal bevat ook een verwijzing naar Apollinaires zogenaamde afstamming van Napoleon via diens zoon Napoleon II, de koning van Rome. De ik-figuur herkent zichzelf in een edelsteen met de beeltenis van de Franse keizer in de Sint-Vituskathedraal. Dit Napoleon-thema vindt zijn vervolg in het verhaal La chasse à l'aigle uit Le poète assassiné.